# Пацкуаро (озеро)
Па́цкуаро (исп. Lago de Pátzcuaro) — бессточное озеро в штате Мичоакан, муниципалитете Пацкуаро в Мексике. Площадь озера — 126,4 км². Площадь водосбора 929 км². Объём — 0,58 км³.
Пацкуаро лежит на высоте 1920 метров в окружении вулканических гор с очень крутыми склонами, имеет вулканическое происхождение. Средняя глубина озера 5 метров, максимальная — до 11 м. На озере Пацкуаро имеются острова, самый известный из них — Ханицио.
На юго-восточном берегу расположен город Пацкуаро, основанный народом пурепеча.